# 鄧時海
鄧時海（1941年—），生于马来西亚，祖籍廣西，是台灣太極拳家、茶人、學者，楊氏太極拳第六代傳人。有「普洱茶王」之稱。曾擔任國立臺灣師範大學教授、中國普洱茶學會創會會長。

## 生平
從國立臺灣師範大學體育系畢業後，進入國立臺灣師範大學體育系任教三十多年，主要教授太極拳，1997年退休。還曾擔任過中國普洱茶學會創會會長、中華武術發展研究協會秘書長等職。著有《普洱茶》、《太極拳根源研究》等書。
2004年10月27日凌晨，鄧時海位於台北市的住家發生火災，以致將他收藏的七百多片茶餅燒毀。